# Kingmaker (jeu vidéo)
Pour les articles homonymes, voir Kingmaker.
Kingmaker est un jeu vidéo de wargame créé par Paul Cockburn et Graham Lilley et publié par Avalon Hill en 1993 sur IBM PC,. Il s’agit d’une adaptation du jeu de plateau éponyme, également publié par Avalon Hill. Il se déroule au XVe siècle en Grande-Bretagne pendant la guerre des Deux-Roses. Le joueur commande une faction de nobles dont l’objectif est de contrôler et de faire couronner un des héritiers du trône. Pour cela, il doit capturer un de ces héritiers, éliminer ses rivaux puis le faire couronner dans une ville sainte par un archevêque ou des évêques.  Outre les nobles de sa faction, le joueur contrôle différents personnages, comme les archevêques, mais aussi des mercenaires et des navires. Le jeu se déroule au tour par tour, chaque tour étant composé de jusqu’à six phase de jeu. La première phase, les évènements, défini les conditions spécifique du tour, comme des conditions météorologiques défavorables qui ralentissent les navires. La phase de déplacement lui permet ensuite de contrôler ses troupes sur la carte du jeu. Si ces troupes rencontre une armée adverse ou pénètre dans une cité hostile, le jeu bascule dans une phase de combat. Ces affrontements peuvent être résolus automatiquement ou lors d’une bataille à l’échelle tactique, sur une carte en 3D isométrique.  Une victoire peut permettre au joueur de capturer un noble adverse, puis de l’exécuter, de demander une rançon ou de faire preuve de clémence et de le laisser fuir. De la même manière, la victoire peut lui permettre de capturer un des héritiers au trône, qu’il peut décider de soutenir ou, au contraire, de tuer. Une fois un héritier capturer, le joueur doit encore le faire couronner dans une cathédral, avec un archevêque ou des évêques, et éliminer les autres prétendant au trône,,. 

## Accueil
| Kingmaker             |      |       |
| Média                 | Pays | Notes |
| Computer Gaming World | US   | 3.5/5 |
| Joystick              | FR   | 70 %  |
| Tilt                  | FR   | 58 %  |